# Basili de Sant Josep
Fra Basili de Sant Josep (Montblanc, 1886-Badalona, 1934), nom religiós de Josep Maria Vallvé i Piñol, va ser un frare carmelita.
Format al seminari de Tarragona, el 1903 va prendre l'hàbit de l'Orde del Carmel. El 1909 va ser ordenat sacerdot i es va incorporar al convent dels carmelites de Badalona, on va ocupar diversos càrrecs, el de sotsprior, prior i definidor provincial. Va ser fundador de l'Almanac Carmelità Teresià (1911) i va ser el director del Full Dominical Carmelità. D'altra banda, també va col·laborar amb altres publicacions i va ser autor d'una monografia del convent carmelità teresià de Badalona, que va ser publicada el 1931. Mentre va exercir com a prior dels carmelites badalonins es va construir l'església nova del convent (1921-1925), obra d'Enric Sagnier, que encara existeix avui dia.
Un carrer de Badalona, proper al convent, porta el seu nom, i antigament era conegut com a carreró de les Ànimes.